# Municipio de Raisinville
El municipio de Raisinville (en inglés: Raisinville Township) es un municipio ubicado en el condado de Monroe en el estado estadounidense de Míchigan. En el año 2010 tenía una población de 5816 habitantes y una densidad poblacional de 46,26 personas por km².

## Geografía
El municipio de Raisinville se encuentra ubicado en las coordenadas 41°57′30″N 83°30′22″O / 41.95833, -83.50611. Según la Oficina del Censo de los Estados Unidos, el municipio tiene una superficie total de 125.72 km², de la cual 124.69 km² corresponden a tierra firme y (0.82%) 1.03 km² es agua.

## Demografía
Según el censo de 2010, había 5816 personas residiendo en el municipio de Raisinville. La densidad de población era de 46,26 hab./km². De los 5816 habitantes, el municipio de Raisinville estaba compuesto por el 96.6% blancos, el 1.03% eran afroamericanos, el 0.15% eran amerindios, el 0.26% eran asiáticos, el 0.05% eran isleños del Pacífico, el 0.28% eran de otras razas y el 1.63% pertenecían a dos o más razas. Del total de la población el 1.84% eran hispanos o latinos de cualquier raza.